# Psednos andriashevi
Psednos andriashevi is een  straalvinnige vissensoort uit de familie van snotolven (Cyclopteridae). De wetenschappelijke naam van de soort is voor het eerst geldig gepubliceerd in 2001 door Chernova.
De soort staat op de Rode Lijst van de IUCN als Onzeker, beoordelingsjaar 2009.